# Universidad Autónoma Metropolitana
Die Universidad Autónoma Metropolitana (UAM) ist eine öffentliche Hochschule in Mexiko, die 1974 vom damaligen Präsidenten Luis Echeverría Álvarez gegründet wurde.

## Geschichte

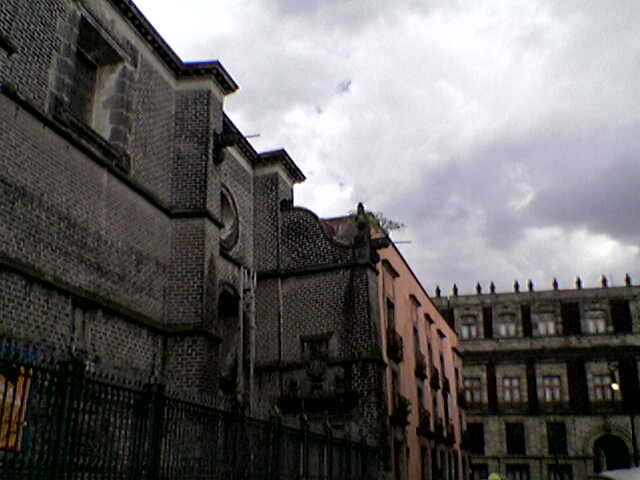
Das Haus der Calle Primo Verdad No.10, wo Antonio de Mendoza 1536 die erste Druckerei Amerikas eröffnete, gehört heute zur UAM.

1973 wurde bei der mexikanischen Regierung ANUIES der Antrag gestellt, neue Universitäten errichten zu können, da man steigende Studentenzahlen im Stadtgebiet von Mexiko-Stadt erwartete. Die Verordnung zur Gründung der neuen Universität trat am 1. Januar 1974 in Kraft.
Die Universität wurde dezentral an den Standorten Azcapotzalco, Iztapalapa und Xochimilco gegründet. Später wurde in Cuajimalpa eine weitere Einheit eröffnet. Das Symbol der Universität ist ein schwarzer Panther, mit dem auch die Fußballmannschaft in der mexikanischen Liga antritt.

## Gliederung
Die Universidad Autónoma Metropolitana ist in vier Einheiten gegliedert, die in der Peripherie von Mexiko-Stadt liegen:
- Die Einheit Azcapotzalco wurde am 11. November 1974 eröffnet. Die Farbe der Einheit Azcapotzalco ist Rot.
- Die Farbe der Einheit Cuajimalpa ist Orange.
- Die Einheit Iztapalapa wurde am 30. September 1974 eröffnet. Die Farbe der Einheit Iztapalapa ist Grün. Hier befindet sich unter anderem seit 1983 das größte Wandbild des kanadisch-mexikanischen Künstlers Arnold Belkin.
- Die Farbe der Einheit Xochimilco ist Blau.
- Die jüngste Einheit Lerma  wurde 2009 eingeführt. Sie liegt in Toluca de Lerdo.

## Bekannte Personen

### Dozenten
- Heinz Dieterich, Soziologie
- Subcomandante Marcos, Revolutionär (nach Informationen des mexikanischen Geheimdienstes)

### Absolventen
- Alfredo Castillo Cervantes, mexikanischer Generalstaatsanwalt